# Jan Ciesielski
Jan Marek Ciesielski (ur. 5 marca 1949 w Poznaniu) – polski przedsiębiorca i związkowiec, działacz opozycji demokratycznej w okresie PRL.

## Życiorys
Z wykształcenia technik mechanik. Do 1975 pracował w krakowskim Biprostalu, następnie zatrudniony w Hucie im. Lenina. We wrześniu 1980 wstąpił do „Solidarności”. Przewodniczył komitetowi założycielskiemu na swoim wydziale, następnie kierował komisją wydziałową. Uczestniczył w komisjach resortowych zajmujących się hutnictwem. Po wprowadzeniu stanu wojennego organizował strajk w swoim zakładzie pracy, współtworzył Radio Wolna Polska. Po upadku protestu przez dwa lata ukrywał się, wchodził w skład RKW „S” Regionu Małopolska. Wycofał się z działalności w 1983, był kierowcą karetki pogotowia zakładowego, uczestniczył także w jawnym Komitecie Robotniczym Hutników. W 1988 przedostał się na teren Huty im. Lenina celem wzięcia udziału w strajku.
Kierował biurem prasowym Tadeusza Mazowieckiego w jego kampanii prezydenckiej. Do połowy lat 90. należał do Unii Demokratycznej i Unii Wolności. Od 1990 prowadził własną działalność gospodarczą, później zatrudniony w prywatnym przedsiębiorstwie.

## Odznaczenia i wyróżnienia
W 2009 odznaczony Krzyżem Oficerskim Orderu Odrodzenia Polski. W 2015 otrzymał Krzyż Wolności i Solidarności. W 2011 wyróżniony Medalem „Niezłomnym w słowie”.

## Życie prywante
Brat Barbary Labudy.